# Campeonato Italiano de Futebol de 1914–15 – Primeira Divisão
A Primeira Divisão do Campeonato Italiano de Futebol de 1914–15, também conhecida oficialmente como Prima Categoria de 1914–15, foi a 18.ª edição da principal divisão do Campeonato Italiano de Futebol (a 12.ª como Prima Categoria).
A competição foi organizada pela Federazione Italiana Giuoco Calcio — FIGC (em português:  Federação Italiana de Futebol) e disputada entre 4 de outubro de 1914 e 23 de maio de 1915.
O campeonato foi suspenso devido à entrada da Itália na Primeira Guerra Mundial e nunca mais terminou; o título de campeão foi atribuído ao Genoa, seu sétimo título, devido a uma decisão tomada pela FIGC no período pós-guerra.

## Premiação
| Campeonato Italiano de Futebol de 1914–15 Primeira Divisão |
| ---------------------------------------------------------- |
| Genoa Cricket and Football Club Campeão (7.º título)       |